# Three Sisters, Antarktis
Three Sisters är en bergstopp i Antarktis. Den ligger i Västantarktis. Argentina, Chile och Storbritannien gör anspråk på området. Toppen på Three Sisters är 508 meter över havet.
Terrängen runt Three Sisters är kuperad åt sydost, men åt nordväst är den platt. Terrängen runt Three Sisters sluttar österut. Trakten är obefolkad. Det finns inga samhällen i närheten. 